# Neoromicia
Neoromicia (Roberts, 1926) è un genere di pipistrelli della famiglia dei Vespertilionidi.

## Descrizione

### Dimensioni
Al genere Neoromicia appartengono pipistrelli di piccole dimensioni, con lunghezza della testa e del corpo tra 36 e 51 mm, la lunghezza dell'avambraccio tra 25 e 39 mm, la lunghezza della coda tra 18 e 48 mm e un peso fino a 10,8 g.

### Caratteristiche craniche e dentarie
Il cranio presenta il rostro corto e largo, che sale gradualmente verso la scatola cranica, oppure con quest'ultima alta e a cupola e con la regione frontale concava. Le arcate zigomatiche sono sottili, mentre il palato può essere sia stretto e lungo che corto e largo. La cresta sagittale è poco sviluppata oppure assente. Gli incisivi superiori esterni sono lunghi circa la metà di quelli più interni. I molari inferiori presentano una struttura occlusale di tipo myotodonte, ovvero l'ultima cuspide posteriore linguale è connessa tramite una cresta con l'ultima cuspide posteriore labiale. L'osso penico presenta due lobi appaiati alla base, il tronco cilindrico e la punta di dimensioni e forma variabili.
Sono caratterizzati dalla seguente formula dentaria:

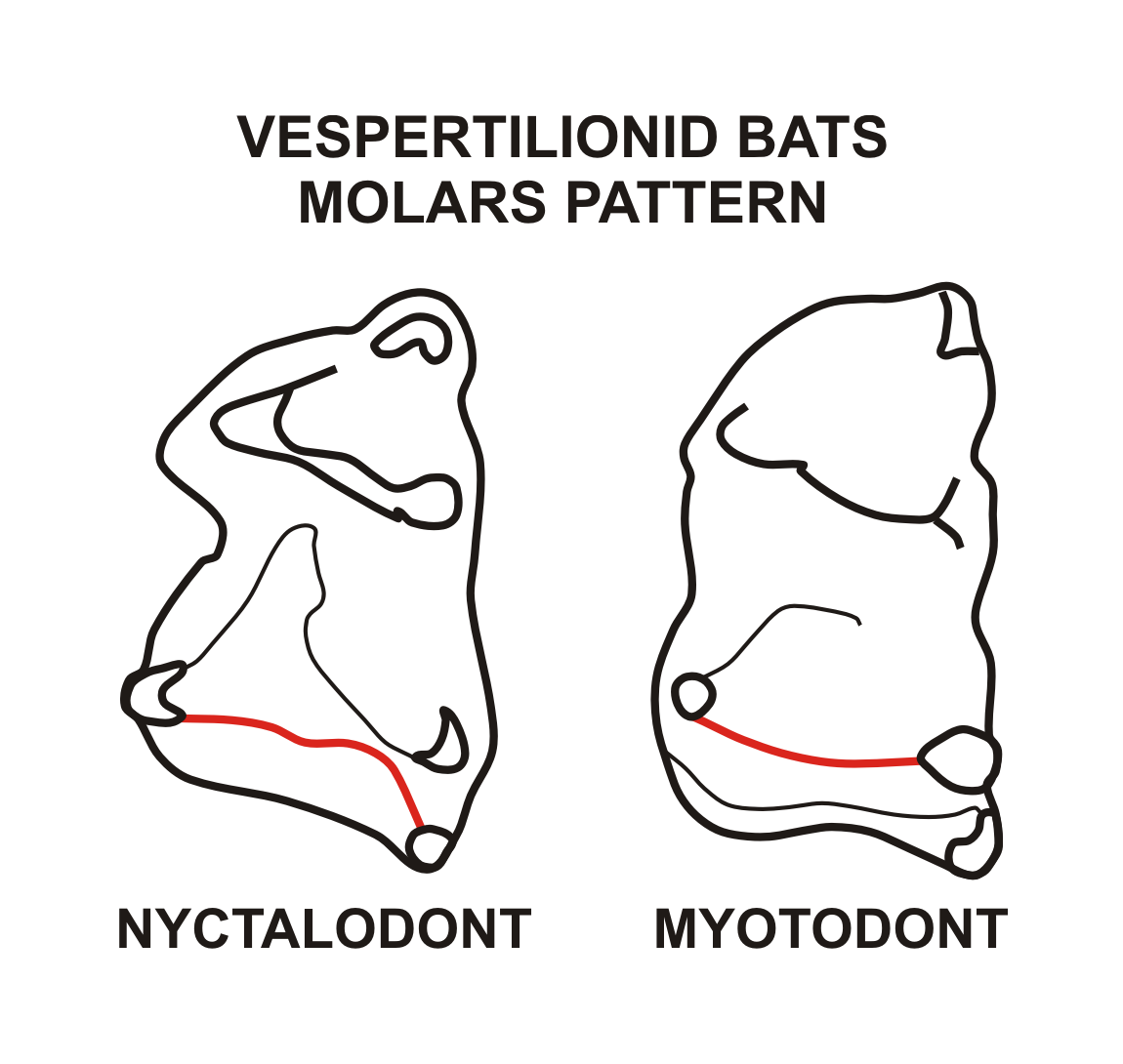
Fig.1

### Aspetto
Le parti dorsali variano dal giallo-brunastro al nerastro mentre le parti ventrali dal bruno-giallastro al bianco. I peli hanno sempre la base più scura. Le orecchie sono triangolari e con l'estremità arrotondata, il trago è corto e largo. In N.nana sono presenti delle callosità alla base di ogni pollice e sulle piante dei piedi. In alcune forme le ali sono biancastre e semi-trasparenti. La coda è lunga ed è inclusa completamente nell'ampio uropatagio.

## Distribuzione
Il genere è diffuso nell'Africa subsahariana e in Madagascar.

## Tassonomia
Il genere comprende 6 specie. 
- Neoromicia anchietae
- Neoromicia bemainty
- Neoromicia guineensis
- Neoromicia hlandzeni
- Neoromicia somalica
- Neoromicia zuluensis